# Respirazione (fisiologia umana)
La ventilazione (più propriamente ventilazione polmonare), comunemente detta respirazione, è quella funzione vitale grazie alla quale i polmoni effettuano scambi gassosi tra l'atmosfera e il sangue. 

Il metabolismo del nostro organismo necessita, fra le tante cose, di introdurre ossigeno ed espellere anidride carbonica. È nel sangue, grazie ai globuli rossi e specificamente alla molecola dell'emoglobina in essi contenuta, che avvengono il trasporto di ossigeno a tutte le cellule e il trasporto di anidride carbonica da tutte le cellule ai polmoni che lo liberano all'esterno. A livello delle cellule avviene invece la respirazione cellulare. La funzione respiratoria comprende tutte quelle attività fisiologiche finalizzate ad assicurare un adeguato apporto di ossigeno (O2) ai tessuti ed assicurare lo smaltimento dell'anidride carbonica (CO2) prodotta dal metabolismo delle cellule. La ventilazione è dunque una conseguenza macroscopica della respirazione cellulare, e consiste nello scambio tra l'aria esterna che entra nei polmoni durante l'inspirazione e l'aria interna che viene espulsa nell'ambiente attraverso l'espirazione. La respirazione è controllata dal centro respiratorio che si trova nel midollo allungato.

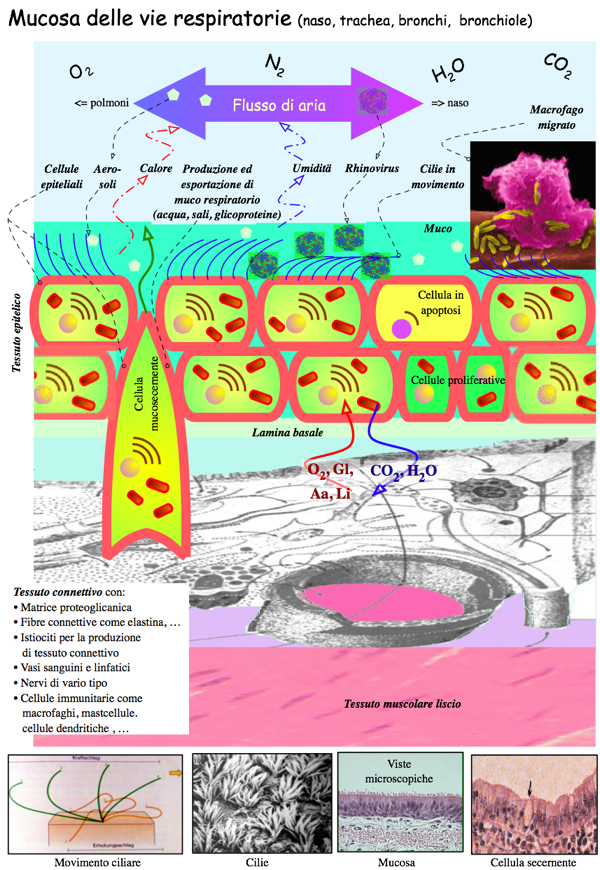
Mucosa delle vie respiratorie.

La respirazione può essere suddivisa in:

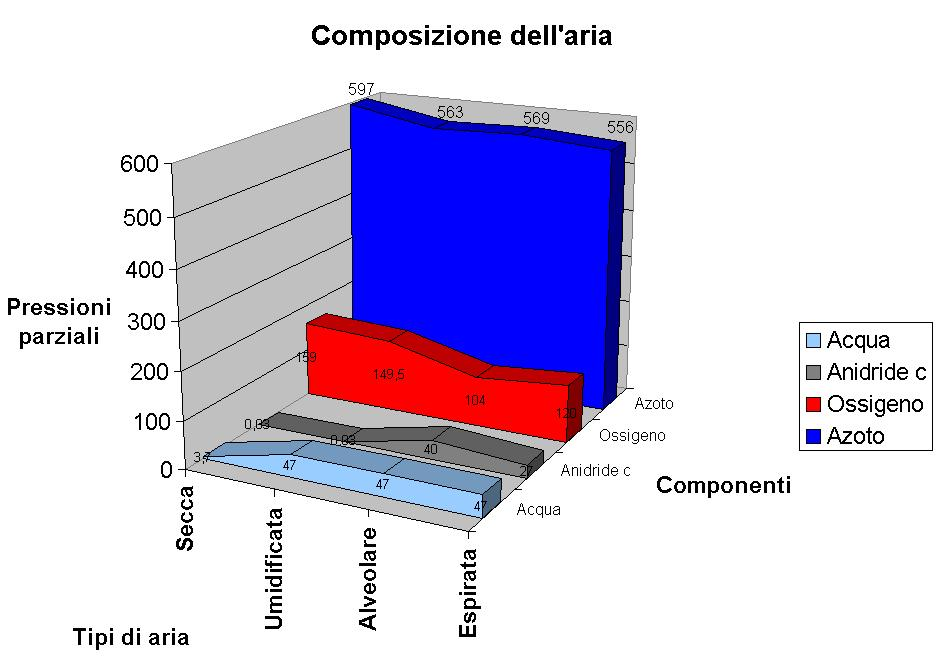
Il contributo di azoto, ossigeno, diossido di carbonio e acqua nei vari tipi di aria: prima, durante e dopo la respirazione

- Respirazione alta: avviene mediante l'innalzamento di coste, clavicole e spalle e la contrazione dell'addome cui consegue l'abbassamento del diaframma.
- Respirazione media: avviene mediante la parziale espansione toracica; si verifica un lieve innalzamento delle coste. La contrazione addominale abbassa il diaframma.
- Respirazione bassa: anche conosciuta come respirazione addominale, profonda o diaframmatica. Si ha una leggera sporgenza della parete addominale conseguente all'effettiva entrata in funzione del diaframma che, abbassandosi, dà maggiore spazio ai polmoni, consentendone una migliore ossigenazione.

## Ciclo respiratorio
Il processo più importante della respirazione polmonare si svolge negli alveoli: il sangue scarica l'anidride carbonica (CO2) e si carica di ossigeno (O2).
Ogni polmone ha, grosso modo, una forma di cono con un apice arrotondato. I polmoni sono due, non esattamente simmetrici: il destro è suddiviso in tre lobi (superiore, medio ed inferiore), mentre il sinistro ne ha solo due (superiore ed inferiore); ma hanno circa lo stesso volume. L'aria passa attraverso il naso, la laringe, la trachea, i bronchi principali (destro e sinistro), da ciascuno di questi si dipartono i bronchi di primo ordine (vanno ai lobi) e via via suddividendosi in rami sempre più minuti, gli ultimi dei quali, i bronchioli terminali, portano l'aria al tessuto polmonare che è un tessuto elastico che si contrae su sé stesso. Il tessuto polmonare è, schematicamente, un'interfaccia tra aria e sangue.
L'ossigeno, dall'aria presente nei bronchioli,  attraversando questa interfaccia si riversa nel sangue. 
Il contrario avviene per l'anidride carbonica che dal sangue, attraversando la stessa interfaccia, si riversa nel lume dei bronchioli terminali da cui verrà espulsa all'esterno con l'atto espiratorio.

### Inspirazione ed espirazione
Le fasi della respirazione sono:
- inspirazione, quando l'aria viene introdotta nei polmoni
- espirazione, quando l'aria viene espulsa dai polmoni

#### Inspirazione
L'inalazione dell'aria, come parte del ciclo respiratorio, è un processo vitale per la vita di un organismo. Come tale, avviene automaticamente (sebbene ci siano eccezioni in alcuni stati patologici) e non ha bisogno di controllo o sforzo cosciente. Tuttavia, la respirazione può essere controllata o interrotta consapevolmente entro certi limiti.

Diagramma che mostra il processo di inalazione

L'inspirazione consente all'ossigeno (di cui gli esseri umani e molti altri esseri viventi hanno bisogno per la propria sopravvivenza) di entrare nei polmoni, per poi essere assorbito nel flusso sanguigno. I muscoli coinvolti nell'inspirazione sono:
- Diaframma
- Muscoli intercostali esterni
- Muscoli scaleni
- Muscolo sternocleidomastoideo
- Muscolo trapezio

#### Espirazione
L'espirazione è la fase successiva all'inspirazione, durante la quale l'aria contenuta all'interno dei polmoni fuoriesce dagli stessi.
L'espirazione normalmente è data dal semplice rilassamento dei muscoli respiratori (in particolare il diaframma) e dal ritorno elastico degli alveoli polmonari.
L'espirazione inizia vuotando prima i vasi sanguigni polmonari, poi la parte media (le costole si contraggono, rimpicciolendo la gabbia toracica) ed infine la parte alta (le spalle si abbassano).
Segue l'inspirazione (sempre dal naso, in condizioni ottimali) in cui si riempiono prima le basi polmonari, poi la parte media dei polmoni (esternamente avremo una espansione della gabbia toracica), infine si avrà il riempimento della parte alta dei polmoni (esternamente si vedrà un sollevamento delle clavicole e delle spalle). Al termine di quest'atto inspiratorio inizierà una nuova espirazione, e così via. Il numero medio di cicli respiratori al minuto, detto frequenza respiratoria è circa 12 – 18. In condizioni di stress aumenta, mentre in condizioni di rilassamento diminuisce. Individui particolari, ad esempio un atleta che non stia sotto sforzo,  possono avere una frequenza a riposo molto inferiore a 14. Anche individui che esercitano particolari discipline, come la meditazione o lo yoga, sono capaci di raggiungere frequenze respiratorie molto basse, come un ciclo respiratorio al minuto o anche meno. Il motivo è, fisiologicamente, semplice: in particolari condizioni di rilassamento il metabolismo diminuisce e conseguentemente si riduce la richiesta di ossigeno da parte di tutti i tessuti; per l'organismo non ha più senso mantenere il solito ritmo respiratorio: dunque cala la frequenza respiratoria
Quello sopra descritto è un ciclo respiratorio pieno o completo. In uno stato psicofisico rilassato, la respirazione fisiologica prevede il solo vuotamento e riempimento delle basi polmonari; se, per qualunque motivo, si necessita di più ossigeno, iniziano a riempirsi anche le parti medie polmonari; sotto sforzo si riempiono infine anche gli apici polmonari. Dopo di ciò, aumenta la frequenza respiratoria e, sotto forte carenza di ossigeno, inizia la respirazione attraverso la bocca. C'è un punto di saturazione oltre il quale l'organismo non può andare senza subire conseguenze. L'efficienza della inspirazione è attiva e sta nella muscolatura, ma l'efficienza della espirazione è soprattutto passiva ed è dovuta al ritorno elastico del tessuto polmonare: cioè questo si contrae vuotando l'aria soprattutto per l'accorciamento delle fibre elastiche. Quindi l'efficienza della respirazione diminuisce con l'aumentare della frequenza, perché accorciandosi il tempo di espirazione si toglie alle fibre elastiche la possibilità di completare la contrazione, e si avrà allora l'aumento del ristagno polmonare d'aria ricca di anidride carbonica; se ne deduce agevolmente che una espirazione lenta e prolungata è molto più efficiente di una veloce e breve.

### Ritmi respiratori
La respirazione a seconda del suo ritmo può essere:
- Apnea, assenza di atti respiratori
- Apneosi, aumento del respiro, che si verifica in fase inspiratoria
- apneusis, caratterizzato da un'ispirazione profonda e ansimante con una pausa alla piena ispirazione seguita da un breve e insufficiente rilascio.
- Bradipnea, riduzione della frequenza respiratoria
- Dispnea, conosciuta anche come “fame d'aria ” è una sensazione di respiro difficoltoso
- Eupnea, respirazione normale
- Iperpnea, aumento del volume corrente rispetto alla norma
- Polipnea, aumento della frequenza respiratoria e della profondità respiratoria (iperpnea)
- Respiro agonico, frequenza molto ridotta
- Respiro di Biot o respiro atassico
- Respiro di Cheyne-Stokes, si tratta di un respiro ciclico dove si sussegue iperpnea ad apnea
- Respiro di Kussmaul, respirazione da acidosi metabolica grave
- Respiro superficiale, è l'aspirazione di un respiro minimo nei polmoni, solitamente aspirando aria nell'area del torace usando i muscoli intercostali piuttosto che attraverso i polmoni attraverso il diaframma.
- Respiro trattenuto (air trapping)
- Sospiro, si tratta di una respirazione dove periodicamente viene eseguita una respirazione più accentuata[5]
- Tachipnea, aumento della frequenza respiratoria

#### Sospiro
Il sospiro è una fase fisiologica della respirazione polmonare che avviene ogni 5 minuti circa, che permette di riempire completamente tutti gli alveoli polmonari.

## Respirazione diaframmatica
Il diaframma, che separa la cavità toracica da quella addominale ha una struttura molto potente, a forma di cupola situata sotto le basi polmonari, è di fondamentale importanza per la respirazione.
Si àncora alla 2ª-3ª-4ª vertebra lombare, alle ultime sei coste (dalla 7ª alla 12ª) e alla parte più bassa dello sterno attraverso il processo xifoideo, ma anteriormente si intreccia col muscolo trasverso dell'addome. In fase inspiratoria si contrae e tira verso il basso la cupola diaframmatica che, appiattendosi, trascina con sé le basi polmonari, determinandone l'espansione. È quindi indicato mantenere una postura eretta, e, durante l'inspirazione, un certo grado di contrazione addominale, per permettere al diaframma di contrarsi in modo ottimale, essendo saldi non solo i suoi punti di ancoraggio ossei, ma anche i punti di intreccio con il muscolo trasverso dell'addome.
L'inspirazione basale, con espansione delle basi polmonari, è anche detta inspirazione bassa o diaframmatica; quella media anche costale (si sollevano le coste); quella alta anche clavicolare (si sollevano le clavicole).

## Funzioni accessorie della respirazione

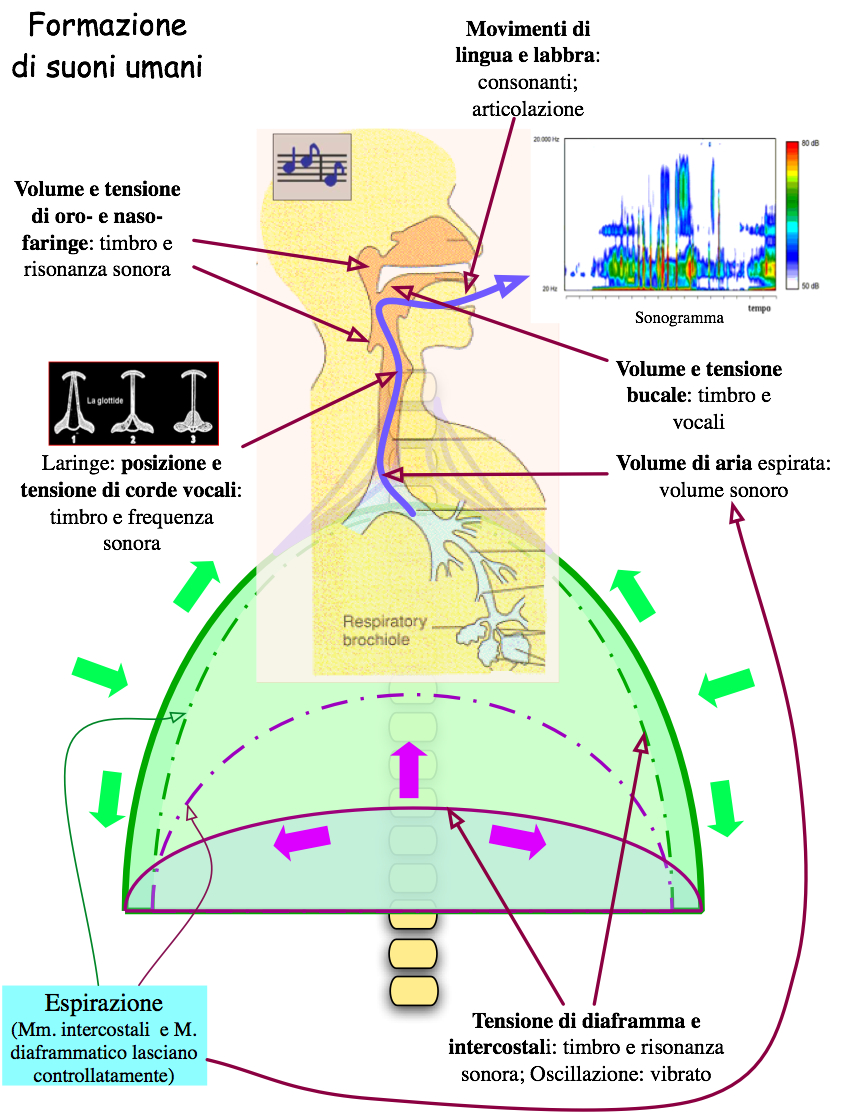
Formazione di suoni umani

- Olfatto: nel naso sono presenti dei recettori per le molecole presenti nell'aria. Collabora con il senso del gusto. L'indebolimento o la perdita dell'olfatto è detto anosmia.
- Fonazione: durante l'espirazione l'aria passa attraverso la laringe e le corde vocali, ciò consente di produrre suoni grazie anche a modificazioni della forma o posizione di lingua, denti e labbra.